# Torre de los Frailes
La Torre de los Frailes es un torreón defensivo de origen medieval situada en Fraga (provincia de Huesca, España).
A pesar de que algunas fuentes consideran que el edificio actual es del siglo XVI sobre elementos anteriores, el origen de la torre parece que se sitúa en el siglo XIII, cuando era el elemento defensivo de una explotación agrícola perteneciente a la Orden del Temple (de ahí el nombre de Almúnia dels Templers). Posteriormente pasó a los hospitalarios, y después de pasar por varias manos, en el siglo XIX se usó de vivienda una vez perdida cualquier función militar. Finalmente, en 1972, la construcción de la autopista AP-2, el trazado de la cual pasaba por el emplazamiento de la torre, obligó a trasladarla hasta la situación actual, junto a la entrada de la autopista.

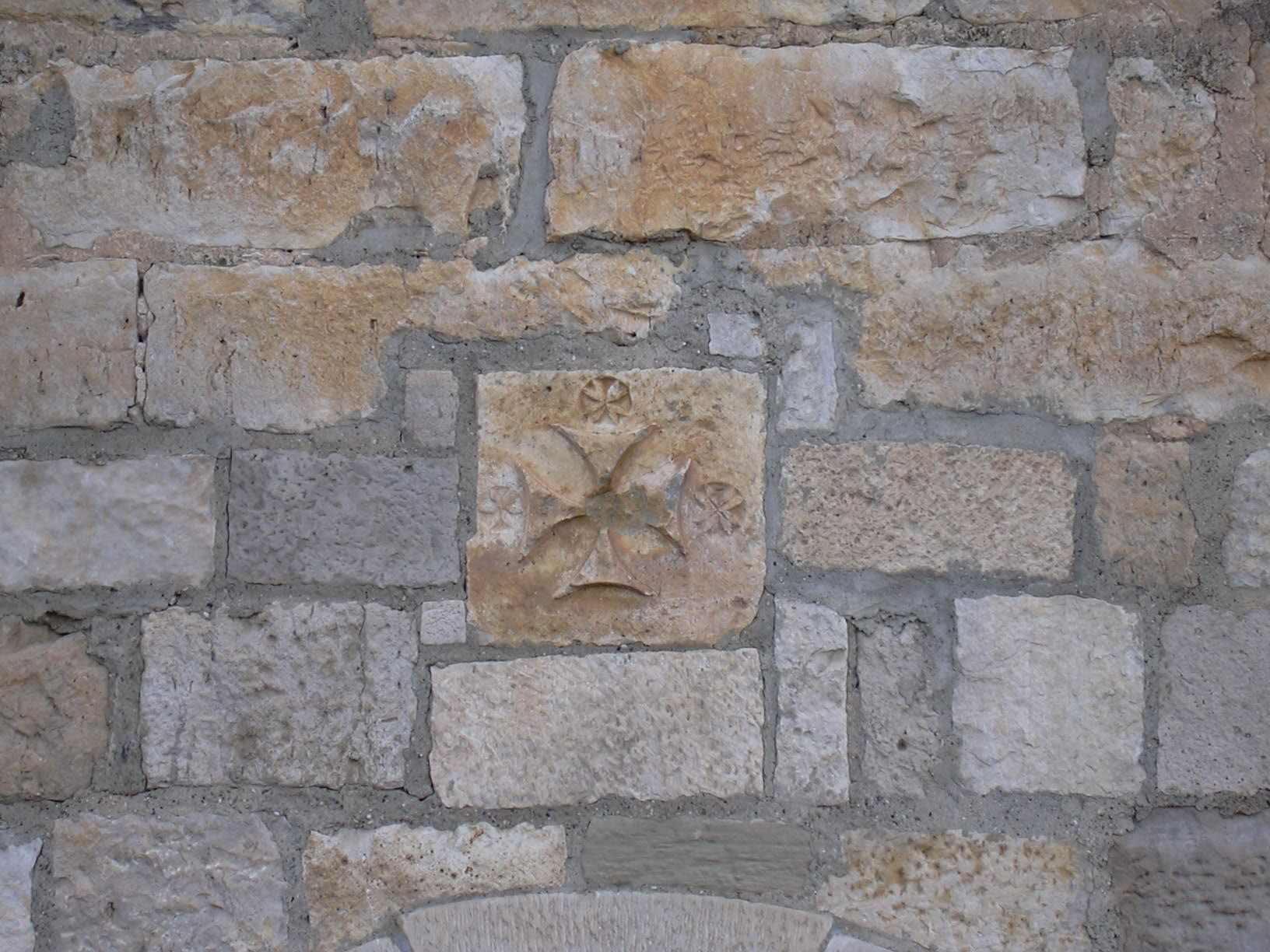
A un metro sobre la puerta, hay un relieve con una cruz de Malta, símbolo de la orden Hospitalaria.

Es de planta cuadrada y 13 metros de altura. La puerta original de época de los templarios estaba en el primer piso, para facilitar la defensa. Posteriormente, los hospitalarios abrieron una puerta en la planta baja y convirtieron la antigua puerta en ventana, además de añadir un matacán para protegerla. Las almenas que coronan la torre son probablemente de esta época. La torre tiene aspilleras originales y ventanas abiertas con posterioridad. Las últimas son de la adaptación como vivienda del siglo XIX, igual que los son buena parte de las divisiones interiores.